# Здзентави
Здзентави (пол. Zdziętawy) — село в Польщі, у гміні Кобилін Кротошинського повіту Великопольського воєводства.
Населення — 144 особи (2011).
У 1975-1998 роках село належало до Лешненського воєводства.

## Демографія
Демографічна структура станом на 31 березня 2011 року:
|          | Загалом | Допрацездатний вік | Працездатний вік | Постпрацездатний вік |
| -------- | ------- | ------------------ | ---------------- | -------------------- |
| Чоловіки | 74      | 23                 | 42               | 9                    |
| Жінки    | 70      | 15                 | 36               | 19                   |
| Разом    | 144     | 38                 | 78               | 28                   |